# Joe Malone

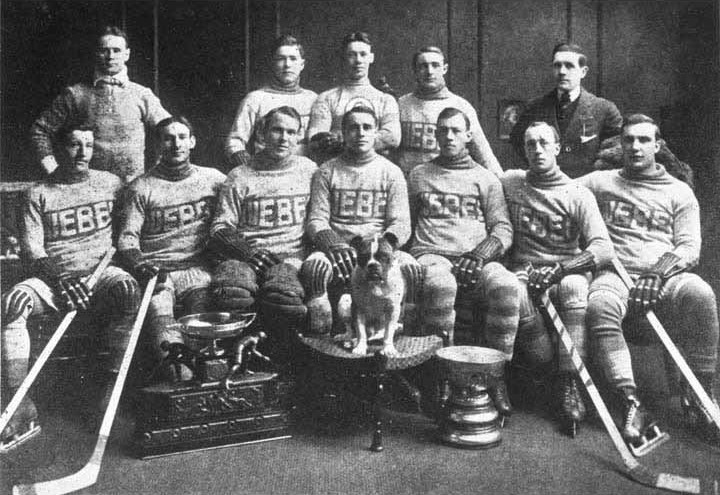
Quebec Bulldogs med Stanley Cup 1913. Malone sitter i mitten i främre raden bakom hunden.

Maurice Joseph Malone, född 28 februari 1890 i Québec, död 15 maj 1969 i Montréal, var en kanadensisk professionell ishockeyspelare. Malone spelade i NHA och NHL för Quebec  Bulldogs, Montreal Canadiens och Hamilton Tigers åren 1910–24. Han vann tre Stanley Cup, 1912 och 1913 med Quebec Bulldogs samt 1924 med Montreal Canadiens.
Malone valdes in i Hockey Hall of Fame 1950.

## NHA
Joe Malone debuterade i NHA för Quebec Bulldogs säsongen 1910–11 och gjorde 9 mål på 13 matcher efter att dessförinnan spelat för klubben i Eastern Canada Hockey Association och Canadian Hockey Association. Säsongen 1909–10 representerade han även Waterloo Colts i Ontario Professional Hockey League. Säsongerna 1911–12 och 1912–13 var Malone med om att leda Bulldogs till två raka Stanley Cup-segrar. Säsongen 1912–13 gjorde han 43 mål på 20 matcher i seriespelet och vann målligan. 
Malone spelade för Bulldogs i NHA fram tills det att ligan upplöstes efter säsongen 1916–17.

## NHL
Då NHA omvandlades till den nya ligan NHL säsongen 1917–1918 var inte Bulldogs ett lagen som var med från start. Lagets spelare togs därför upp av andra klubbar och Malone spelade i stället för Montreal Canadiens. I Canadiens spelade Malone i en kedja med Newsy Lalonde och Didier Pitre. På 20 matcher första säsongen i NHL gjorde Malone 44 mål och 4 assists för 48 poäng och vann poängligan.
Då Quebec Bulldogs återkom som lag säsongen 1919–20 återvände Malone till klubben. På 24 matcher gjorde han 39 mål och 10 assists för totalt 49 poäng och vann poängligan. Säsongen efter, 1920–21, flyttade Bulldogs till Hamilton, Ontario, och blev Hamilton Tigers. Malone spelade två säsonger för Tigers innan han återvände till Montreal Canadiens säsongen 1922–23.
Under sin andra sejour i Canadiens fungerade Malone dock mestadels som avbytare och gjorde endast ett mål på 30 matcher under två säsonger. Canadiens vann Stanley Cup säsongen 1923–24 men Malone deltog inte i finalspelet då han hade avslutat sin spelarkarriär tidigare under säsongen. Canadiens tog inte med hans namn på bucklan men av NHL är han tillskriven en tredje Stanley Cup. 

## Statistik
QAHA = Quebec Amateur Hockey Association, ECAHA = Eastern Canada Amateur Hockey Association, CHA = Canada Hockey Association
| 1907–08    | Quebec Crescents   | QAHA       | —   | —   | —  | —   | —  | — | —  | — | —  | — |
| 1909       | Quebec Bulldogs    | ECHA       | 12  | 8   | 0  | 8   | 17 | — | —  | — | —  | — |
| 1909–10    | Quebec Bulldogs    | CHA        | 2   | 5   | 0  | 5   | 3  | — | —  | — | —  | — |
| 1909–10    | Waterloo Colts     | OPHL       | 12  | 10  | 0  | 10  | 16 | — | —  | — | —  | — |
| 1910–11    | Quebec Bulldogs    | NHA        | 13  | 9   | 0  | 9   | 3  | — | —  | — | —  | — |
| 1911–12    | Quebec Bulldogs    | NHA        | 18  | 21  | 0  | 21  | 0  | 2 | 5  | 0 | 5  | 0 |
| 1912–13    | Quebec Bulldogs    | NHA        | 20  | 43  | 0  | 43  | 34 | 1 | 9  | 0 | 9  | 0 |
| 1913–14    | Quebec Bulldogs    | NHA        | 17  | 24  | 4  | 28  | 20 | — | —  | — | —  | — |
| 1914–15    | Quebec Bulldogs    | NHA        | 12  | 16  | 5  | 21  | 21 | — | —  | — | —  | — |
| 1915–16    | Quebec Bulldogs    | NHA        | 24  | 25  | 10 | 35  | 21 | 6 | 4  | 1 | 5  | 0 |
| 1916–17    | Quebec Bulldogs    | NHA        | 19  | 41  | 8  | 49  | 15 | — | —  | — | —  | — |
| 1917–18    | Montreal Canadiens | NHL        | 20  | 44  | 4  | 48  | 30 | 2 | 1  | 0 | 1  | 3 |
| 1918–19    | Montreal Canadiens | NHL        | 8   | 7   | 2  | 9   | 3  | 5 | 5  | 2 | 7  | 3 |
| 1919–20    | Quebec Bulldogs    | NHL        | 24  | 39  | 10 | 49  | 12 | — | —  | — | —  | — |
| 1920–21    | Hamilton Tigers    | NHL        | 20  | 28  | 9  | 37  | 6  | — | —  | — | —  | — |
| 1921–22    | Hamilton Tigers    | NHL        | 24  | 24  | 7  | 31  | 4  | — | —  | — | —  | — |
| 1922–23    | Montreal Canadiens | NHL        | 20  | 1   | 0  | 1   | 2  | 2 | 0  | 0 | 0  | 0 |
| 1923–24    | Montreal Canadiens | NHL        | 10  | 0   | 0  | 0   | 0  | — | —  | — | —  | — |
| NHA totalt | NHA totalt         | NHA totalt | 123 | 179 | 27 | 206 | 57 | 3 | 14 | 0 | 14 | 0 |
| NHL totalt | NHL totalt         | NHL totalt | 126 | 143 | 32 | 175 | 57 | 9 | 6  | 2 | 8  | 6 |

## Meriter
- Vinnare av NHL:s poängliga – 1917–18 och 1919–20
- Vinnare av NHL:s målliga – 1917–18 och 1919–20
- Stanley Cup – 1911–12 och 1912–13 med Quebec Bulldogs, 1923–24 med Montreal Canadiens.
- Invald i Hockey Hall of Fame 1950

## NHL-rekord
- Flest antal gjorda mål i en match – 7,  31 januari 1920 med Quebec Bulldogs mot Toronto Maple Leafs.
- Högsta målsnittet under en säsong – 2.20, 1917–18